# Zombies Ate My Neighbors
Zombies Ate My Neighbors — відеогра жанру «Біжи і стріляй», розроблена LucasArts і видана Konami для консолей Super NES і Sega Mega Drive у 1993 році.
Один або два гравці беруть під свій контроль головних героїв, Зіка та Джулі, щоб врятувати титулованих сусідів від монстрів, яких часто можна побачити у фільмах жахів. У цьому завданні їм допомагає різноманітна зброя та бонуси, які можна використовувати для боротьби з численними ворогами на кожному рівні. У грі згадуються різні елементи та аспекти фільмів жахів, а деякі з більш жорстоким вмістом піддалися цензурі у Європі та Австралії, де гра також називається просто Zombies.
Попри те, що гра не мала великого комерційного успіху, вона була добре прийнята за свій графічний стиль, гумор і сильний ігровий процес. Це дало поштовх на створенні продовження, Ghoul Patrol 1994 року. Обидві гри були перевидані в рамках Lucasfilm Classic Games: Zombies Ate My Neighbors and Ghoul Patrol для Nintendo Switch, PlayStation 4, Xbox One і Microsoft Windows у червні 2021 року.

## Ігровий процес
Божевільний вчений доктор Тонг створив у своєму замку безліч монстрів і пустив їх на прилеглі приміські території, тероризуючи його мешканців. Двоє друзів-підлітків, Зік і Джулі, стаючи свідками нападу згаданих монстрів, озброюються великою кількістю нетрадиційної зброї та предметів, щоб боротися з ними та врятувати своїх сусідів від вірної смерті. Зрештою, вони зустрінуться віч-на-віч із самим доктором Тонгом і переможуть його, щоб покласти край його планам.